# Podocarpus celatus
Podocarpus celatus é uma espécie de conífera da família Podocarpaceae.
Pode ser encontrada nos seguintes países: Bolívia, Peru e Venezuela.